# رودک (سرده)
رودک (سرده) (نام علمی: Meles) نام یک سرده از زیرخانواده گورکن است.